# ゴッセンの法則
ゴッセンの法則とは、ミクロ経済学における3つの法則。ドイツの経済学者ヘルマン・ハインリヒ・ゴッセンが主著『人間交易論』で明らかにした。生前は評価されなかったが、限界効用理論を確立したフリードリヒ・フォン・ヴィーザーによって再評価され、功績をたたえてその名を冠された。

## ゴッセンの第1法則
限界効用逓減の法則（げんかいこうよう ていげんのほうそく）ともいう。
一般的に、財の消費量が増えるにつれて、財の追加消費分から得られる効用は、次第に小さくなる。
これは、限界効用理論が成立するための前提条件となる。

## ゴッセンの第2法則
限界効用均等の法則（げんかいこうよう きんとうのほうそく）ともいう。
人が効用を最大化するとき、各財への貨幣の最終支払単位によって得られる限界効用（財の限界効用と価格との比）は、すべて等しくなる。

## ゴッセンの第3法則
財の価値（価格）は、財の需要量が供給量を超えるときにのみ成立する。